# Gran sello del estado de Carolina del Norte

El gran sello del estado de Carolina del Norte fue normalizado en diseño por la Asamblea General de Carolina del Norte en 1871. La siguiente es una descripción de cómo debía lucir el sello:

El Gobernador del Estado deberá obtener un Sello, que se denominará el Gran Sello del Estado de Carolina del Norte, y será de dos y un cuarto pulgadas de diámetro, y su diseño será una representación de las figuras de la Libertad y la Abundancia, mirando cada una hacia la otra, pero no más que medio en frente una de la otra y dispuestas de la siguiente manera: Libertad, la primera figura, de pie, en su mano izquierda un palo con una tapa encima y en su mano derecha un pergamino con la palabra "Constitution"  (Constitución) inscrito en él.  Abundancia, la segunda figura, sentada en su brazo derecho medio extendido hacia Libertad, tres espigas de grano en su mano derecha, y en su izquierda, el extremo pequeño de su cuerno, la boca del cual descansa a sus pies, y el contenido del cuerno derramándose. 
El fondo del sello deberá contener un dibujo de montañas yendo de izquierda a derecha hacia el centro del sello. Una vista lateral del buque de tres mástiles debe aparecer sobre el océano y a la derecha de Abundancia. La fecha "20 de mayo de 1775" deberá aparecer dentro del sello en la parte superior y las palabras "Esse Quam Videri" (Ser en Vez de Parecer) deben aparecer en la parte inferior alrededor del perímetro. Ningunas otras palabras, figuras u otros adornos deberán aparecer en el sello.

La fecha 20 de mayo de 1775, se refiere a la Declaración de Independencia de Mecklenburg, que se reputa como la primera declaración de independencia adoptada durante la Revolución Americana. En 1983, el senador estatal Julian R. Allsbrook propuso una revisión a la junta para añadir al sello de la fecha 12 de abril de 1776, la fecha de las Resoluciones de Halifax; esta revisión fue aprobada por la legislatura estatal. Estas dos fechas también están en la bandera de Carolina del Norte.

## Sellos del Gobierno de Carolina del Norte

Sello del Gobernador de Carolina del Norte
Sello del Departamento de Corrección de Carolina del Norte
Sello del Departamento de Transporte de Carolina del Norte

- Datos: Q679503
- Multimedia: State seals of North Carolina / Q679503